# حملة جوكو ويدودو الرئاسية 2014

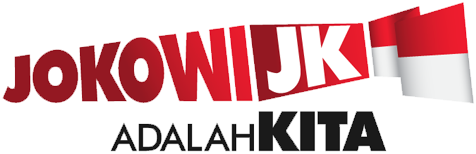
شعار حملة جوكوي.

حملة جوكو ويدودو الرئاسية تم الإعلان عنها في 14 مارس 2014 عندما أعلن حزب جوكو السياسي الحزب الديمقراطي الإندونيسي للنضال أنه مرشح الحزب للانتخابات المقبلة في عام 2014. كان حينئذ حاكم جاكرتا، وكان رئيس بلدية سوراكارتا سابقًا. مع وجود نائب الرئيس السابق محمد يوسف كالا زميلًا له في الانتخابات، تم انتخابه رئيسًا لإندونيسيا عقب الانتخابات التي أجريت في 9 يوليو وإعلان الرسمي في 22 يوليو.
بدعم من أربعة أحزاب سياسية بدأ ويدودو حملته رسميًا في شهر مايو، تليها شهرين من وسائل التواصل الاجتماعي والحملات الميدانية. بعد سلسلة من المناقشات والاعدادات، حصل التصويت في 9 يوليو وانتهى بفوزه، حيث حصل على أكثر من 53٪ من الأصوات. بعد دعوى قضائية فاشلة من خصمه فرابوو سوبيانتو ونائبه هاتا راجاسا، تم تنصيبه رسميًا في 20 أكتوبر 2014 ليصبح سابع رئيس لإندونيسيا.

## النتائج
في أعقاب التصويت فضّلت نتائج الفرز السريع الفورية فوز ويدودو عمومًا. ومع ذلك ادعى برابو النصر بناء على بعض استطلاعات الرأي. قبل عدة ساعات من الإعلان الرسمي في 22 يوليو 2014، انسحب برابو من الانتخابات مدعيا «تزويرًا جماعيًا هائلًا» وأعلن أنه سيطعن في النتائج في المحكمة. بغض النظر عما جرى، أعلن فوز وديدو حيث حصل على 53.15 ٪ من الأصوات. فاز ويدودو بـ 70,997,833 صوتًا، وكسب الفوز في 23 من أصل 33 مقاطعة بالإضافة إلى الفوز بين الناخبين في الخارج.

## ما بعد الانتخابات
بعد هذا الإعلان تلقى ويدودو تهنئة من رؤساء الدول في جميع أنحاء العالم، بما في ذلك رؤساء سنغافورة وماليزيا واستراليا ونيوزيلندا والولايات المتحدة واليابان والمملكة المتحدة وغيرها. وفقًا لودودو اتصل به باراك أوباما باللغة الإندونيسية، وقدم تهنئته وقال إنه يتطلع إلى مقابلته في مؤتمر أبيك في الصين. أدى اليمين الدستورية في 20 أكتوبر 2014، أعقبه عرضًا احتفاليًا من دوار فندق إندونيسيا إلى استانا ميرديكا.

### دعوى قضائية
رفع الفريق القانوني لحملة برابو هاتا دعوى قضائية ضد نتائج الانتخابات في المحكمة الدستورية. بعد حوالي شهر من الإجراءات، رفض جميع القضاة بالإجماع الطعن، مشيرين إلى أن الطلبات «غير معقولة». طوال الإجراءات احتج الآلاف من أنصاره بالقرب من المحكمة حيث تم نشر حوالي 50.000 من أفراد الشرطة والجيش لتأمين المحيط.